# Fort Vreeswijk

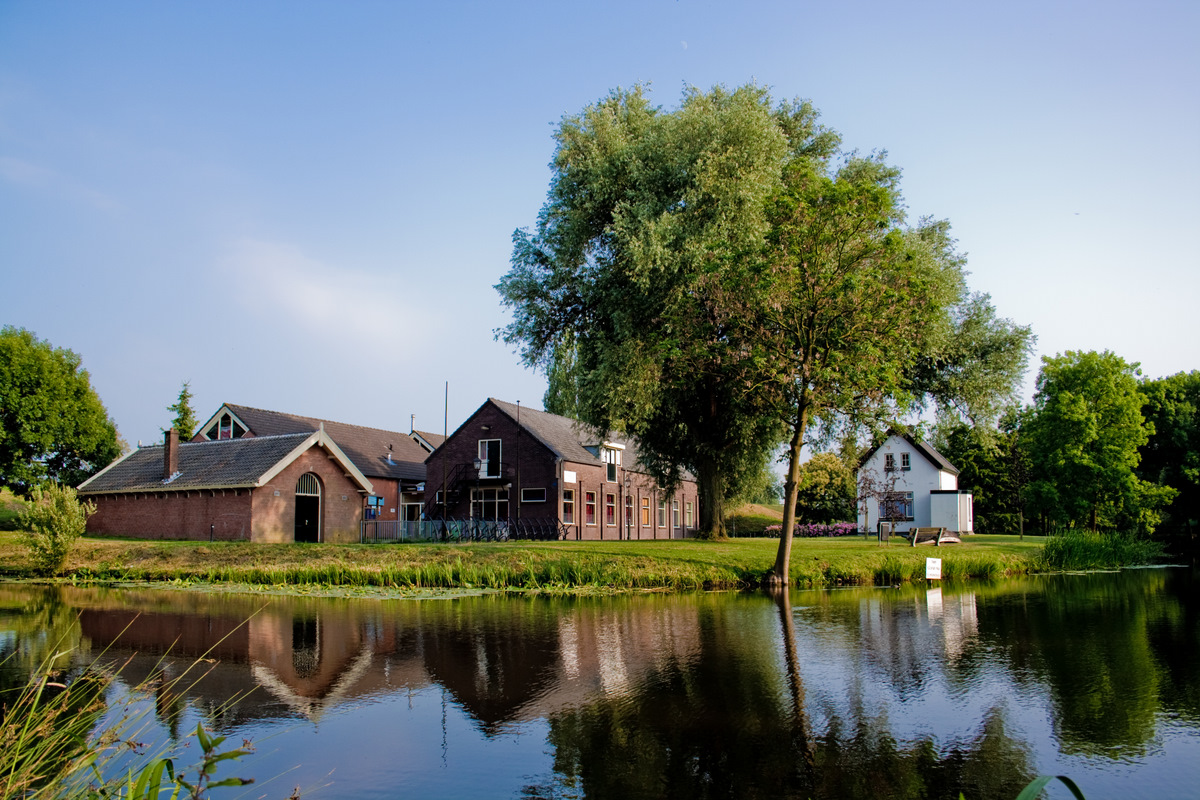

Fort Vreeswijk, ook wel Verdedigingswerk te Vreeswijk genoemd, is een verdedigingswerk aan de rivier de Lek bij Vreeswijk in de Nederlandse gemeente Nieuwegein. Het maakte onder meer deel uit van de Nieuwe Hollandse Waterlinie.
In het Rampjaar (1672) is door de Fransen rond deze locatie een schans aangelegd. In de 18e en 19e eeuw is het verdedigingswerk vervolgens diverse malen ver- of herbouwd.
Fort Vreeswijk is gewaardeerd als rijksmonument inclusief (onder meer) een fortwachterswoning en een artillerieloods. De Oudheidskamer Vreeswijk was hier gevestigd. De Oudheidskamer is samengegaan met Historisch Museum Warsenhoeck. Nu is er een buurthuis gevestigd in het fort en is scouting Vreeswijk sinds 1980 gevestigd op deze locatie.